# Roger Matton
Roger Matton (* 18. Mai 1929 in Granby, Québec; † 7. Juni 2004 in Québec (Stadt)) war ein kanadischer Komponist, Musiklehrer und Musikethnologe.

## Leben
Matton studierte am Conservatoire de musique du Québec in Montreal bei Claude Champagne, Gabriel Cusson, Isabelle Delorme und Arthur Letondal. In Paris nahm er ab 1950 bei Andrée Vaurabourg-Honegger und ab 1952 bei Nadia Boulanger Privatunterricht. Daneben studierte er 1950 und von 1953 bis 1954 am Conservatoire de Paris bei Olivier Messiaen.
Nach seiner Rückkehr nach Kanada arbeitete Matton für die CBC. Nach einem Studium bei dem Ethnologen und Anthropologen Marius Barbeau am Canadian Museum of Civilization arbeitete Matton ab 1956 zwanzig Jahre lang im Archives de folklore der Universität Laval. Hier transkribierte er u. a. über dreihundert Volksliedaufnahmen auf Tonband von Dominique Gauthier, von denen eine Auswahl im Druck und als Aufnahme erschien. Daneben unterrichtete er an der Universität Laval Komposition (sein bekanntester Schüler war Alain Gagnon), ab 1960 Geschichte der zeitgenössischen Musik und von 1963 bis 1989 Musikethnologie.
Matton komponierte vorwiegend große sinfonische Werke und Instrumentalkonzerte, daneben aber auch Werke für kammermusikalische Besetzung, Orgel und Klavier. Er erhielt 1965 den Prix de création musicale canadienne, 1969 den Prix de musique Calixa-Lavallée und 1975 den Lynch-Staunton Award. 1984 wurde er Officer des Order of Canada. 1987 sendete Radio Canada International eine vierteilige Dokumentation seiner Werke.

## Werke
- Berceuse für Klavier, 1945
- Étude für Klarinette und Klavier, 1946
- Danse brésilienne für Klavier 1946, für Orchester 1971
- Danse lente (Gymnopédie) für Kammerorchester, 1947
- Concerto für Saxophon und Streichorchester, 1948
- Esquisse für Streichquartett, 1949
- Trois Préludes für Klavier, 1949
- Pax für Orchester, 1950
- Suite de Pâques für Orgel, 1952
- Concerto für zwei Klaviere und Schlagzeug, 1955
- L'Escaouette (traditional Acadian themes) für Sopran, Mezzosopran, Tenor, Bariton und Orchester, 1957
- L'Horoscope. Suite chorégraphique, 1957
- Mouvement symphonique I für Orchester, 1960
- Mouvement symphonique II (Musique pour un drame) für Orchester, 1962
- Concerto für zwei Klaviere und Orchester, 1964
- Te Deum, 1967
- Mouvement symphonique III für Orchester, 1974
- Mouvement symphonique IV für Orchester, 1978
- Tu es Petrus für Orgel, 1984

## Publikationen
- Chansons de Shippagan in Archives de folklore, vol 16, Quebec, 1975